# Валентин Йотов
Валентин Любомиров Йотов е български шахматист, международен майстор от 2004 г. и гросмайстор от 2007 г.
Възпитаник на шахматен клуб „Дракон“. Участва в редица световни и европейски първенства за юноши: Дебютът му е през 1997 г. в Кан (Южна Франция) на световното първенство до 10 г., а през 1998 г. на световното първенство в Оропеса Дел Мар (Испания) печели бронзов медал (2-4 място) в групата до 10 г.
Валентин Йотов е шампион на България по шахмат през 2006 г. Печели и откритото първенство на България в Пловдив през 2008 г. в голяма конкуренция с много силни шахматисти при общо 240 участника. Представя се силно и на европейското първенство в Пловдив през 2008 г. Тези успехи му отреждат място в националния отбор на България на олимпиадите през 2006 и 2008 г. През 2009 г. минава границата от 2600 рейтинг и достига  177-мо място в световната ранглиста.
На олимпиадата през 2014 г. отново е в отбора на трета дъска и постига отличния резултат 8 точки от 11 партии.

През януари 2015 г. има коефициент ЕЛО 2581.

## Участия на шахматни олимпиади
| Година | Организатор | Отбор    | Класиране (отборно) | Дъска         |
| 2006   | Торино      | България | 9                   | Втора резерва |
| 2008   | Дрезден     | България | 14                  |               |
| 2014   | Тромсьо     | България | 25                  | Трета         |